# كارين هانسون
كارين هانسون (بالسويدية: Karin Hansson)‏ هي فنانة سويدية، ولدت في 27 أكتوبر 1967 في غوتنبرغ في السويد.

## وصلات خارجية
- الموقع الرسمي